# Alain Marty
Pour les articles homonymes, voir Alain Marty (biologiste) et Marty.
Alain Marty, homme politique français, né le 7 mars 1946 à Castelnaudary (Aude).

## Biographie
Il est maire de Sarrebourg depuis 1989.
Il est élu député le 16 juin 2002, pour la XIIe législature (2002-2007), dans la 4e circonscription de la Moselle. Il fait partie du groupe UMP. Il est réélu en juin 2007. Il est également président du comité départemental de l'UMP de la Moselle depuis 2009. Réélu en 2012 aux élections législatives.
Il soutient François Fillon pour la primaire présidentielle des Républicains de 2016.
Une plainte contre lui est déposée en octobre 2020 auprès du parquet de Metz puis de Nancy pour "prise illégale d’intérêts, détournement de fonds publics, abus de pouvoir, suspicion de corruption, trafic d’influence…" (sous-entendu détournement de fonds publics) par une conseillère municipale de l'opposition.

## Mandats
- 22/03/1971 - 20/03/1977 : Membre du conseil municipal de Vic-sur-Seille (Moselle)
- 21/03/1977 - 13/03/1983 : Adjoint au Maire de Sarrebourg (Moselle)
- 14/03/1983 - 19/03/1989 : Adjoint au Maire de Sarrebourg (Moselle)
- 20/03/1989 - 18/06/1995 : Maire de Sarrebourg (Moselle)
- 19/06/1995 - 18/03/2001 : Maire de Sarrebourg (Moselle)
- 23/03/1998 - 28/06/2002 : Membre du Conseil général de la Moselle
- 19/03/2001 - 28/06/2002 : Vice-Président du Conseil général de la Moselle
- 19/06/2002 - 19/06/2007 : Député de la 4e circonscription de la Moselle
- 20/06/2007 - 19/06/2012 : Député de la 4e circonscription de la Moselle
- 20/06/2012 - 20/06/2017 : Député de la 4e circonscription de la Moselle

Mandats au 15 mars 2021 :
- Maire de Sarrebourg, Moselle